# ك. في. إل. نارايان راو
ك. في. إل. نارايان راو (بالإنجليزية: K. V. L. Narayan Rao)‏ هو شخصية أعمال هندي، ولد في 17 يوليو 1954 في حيدر آباد في الهند، وتوفي في 20 نوفمبر 2017.